# 창원경상국립대학교병원
창원경상국립대학교병원(昌原慶尙國立大學校病院, Changwon Gyeongsang National University Hospital)은 경상남도 창원시 성산구 삼정자로 11에 있는 국립대학 병원이다.

## 같이 보기
- 경상국립대학교병원